# Чердинський повіт
Черди́нський пові́т — адміністративна одиниця в складі Пермської губернії Російської імперії, що існувала в період 1781—1923 років. Після ліквідація частина відійшла до складу АО Комі (Зирян), інша — в Уральську область. Адміністративний центр — місто Чердинь.
Повіт знаходився в північно-західній частині Пермської губернії. Межував з Вологодською та Тобольською губерніями на півночі, В'ятською — на заході.
Згідно з даними перепису 1897 року в губернії нараховувалось 101265 осіб, з яких 49292 чоловіки та 51973 жінки. Середня щільність становила в 6 разів менше за пересічні щільність по губернії. Поселень нараховувалось 833, з яких 344 мали більше 10 дворів, 270 — 10-20 дворів, 142 — 20-50 дворів, 65 — 50-100 дворів і 12 поселень мали понад 100 дворів. Великих сіл було лише 2 — Покча та Вільгорт. Сіл нараховувалось 40, деревень — 584, заводів — 2, пристаней — 2, починків — 2, виселків — 230.
Між Чердиню та Пермом діяло пароплавне сполучення, судноплавними були також річки Вишера, Колва, Коса, Язва. До міста Солікамськ діяв поштовий тракт. Пошта працювала лише в повітовому місті, але до волосних центрів діяли поштові загони. Телеграф розміщувався в місті Чердинь та селі Покча. Телефон був в Чердині та Кутимському заводі.
Повіт мав 2 лікарні — в Чердині (30 ліжок) та Юрлі (16 ліжок), 3 приймальних покої (17 ліжок), аптека (Чердинь), 5 лікарів та 26 медичних працівників. На 1903 рік в повіті діяли 66 училищ — однокласне чоловіче, 3 однокласних жіночих, 59 однокласних змішаних, та 3 двокласних. В них навчалось 3611 учнів. Окрім цього діяли духовні другокласна, 6 однокласних шкіл, 2 школи грамоти. В селах Юрла, Коса, П'янтег, Анисімово, Нироб та Верхнє Мошево працювали народні бібліотеки-читальні, які мали 3863 книги.